# Joseph Banks

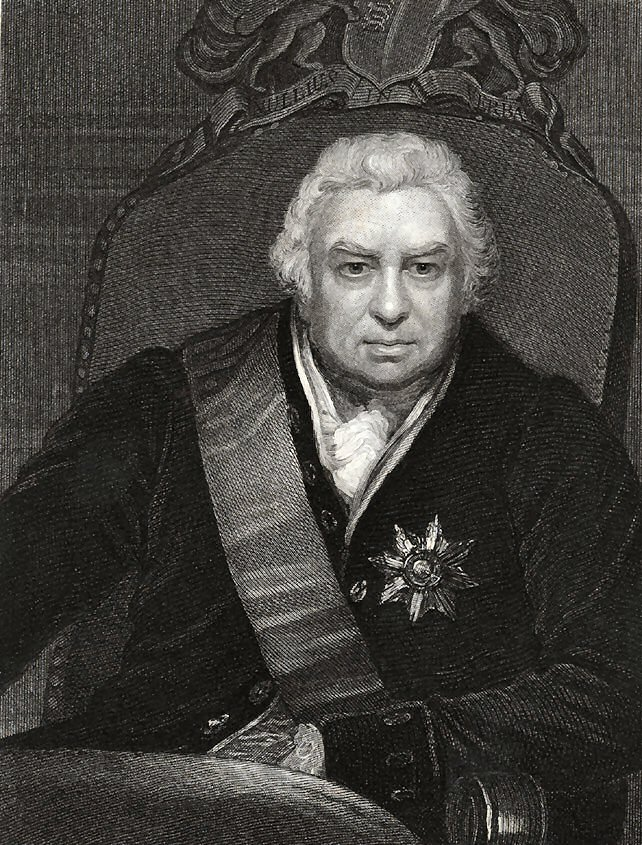
Joseph Banks

Joseph Banks (n. 13 februarie 1743, Greater London, Anglia, Regatul Marii Britanii – d. 19 iunie 1820, Greater London, Anglia, Regatul Unit al Marii Britanii și Irlandei) a fost un cercetător și botanist englez. Banks l-a însoțit în prima călătorie (1768-1771) pe navigatorul James Cook. În această călătorie făcută în jurul lumii Joseph Banks descoperă și descrie diferite specii noi.

## Date biografice
Joseph Banks începe studiul botanicii la Eton College în Eton, comitatul Berkshire și le va continua la Universitatea Oxford. Tânărul Banks, care provine dintr-o familie bogată, va contribui la finanțarea călătoriei lui James Cook. În timpul călătoriei în jurul lumii din anul 1768 el are o echipă selectată formată din 10 persoane. Printre aceștia se află botanistul suedez Daniel Solander un tânăr de 39 de ani, fost elev al lui Carl von Linné și membru al Royal Society. Între Banks și Solander se înfiripează o prietenie pe viață. Doi graficieni din echipa lui Banks, trebuie să ilustreze despre descoperirile călătoriei, ele vor fi apoi publicate în diferite reviste. Prin această expediție științifică s-au adus pentru prima oară în Europa semințe de diferite specii eucalipt, salcâm și mimoză. Printre altele membrii expediției au cercetat  fauna dar mai ales flora din Tahiti, Noua Zeelandă, Australia și Brazilia. Joseph Banks este între anii 1788-1820, președintele societății științifice britanice Royal Society, având contact cu personalitățile vremii, ca naturalistul Georg Forster. El inițiază călătoria la care participă William Bligh locotenent pe Bounty.
Una din statuile lui Banks este expusă în Muzeul de Istorie Naturală din Londra.

## Legături externe
Materiale media legate de Joseph Banks la Wikimedia Commons
- de Joseph Banks în Catalogul Bibliotecii Naționale a Germaniei (Informații despre Joseph Banks • PICA • Căutare pe site-ul Apper)
- en Lista plantelor atribuite lui Joseph Banks la IPNI
- Briefwechsel von Joseph Banks mit Carl von Linné (Corespondență)
- http://www.sl.nsw.gov.au/banks/
- http://nla.gov.au/nla.ms-ms9
- The Endeavour Journal of Joseph Banks 1768–1771, The young Banks
- Australian Dictionary of Biography, Banks Sir Joseph (1743–1820)